# Burzovní pokyn
Pokyn (burzovní příkaz) představuje příkaz nebo instrukci, kterou vydává investor směrem k prostředníkovi s přístupem na burzu: obchodníkovi s cennými papíry. Pokyn slouží k uskutečnění vybrané operace: ke spárování poptávky s nabídkou. Obchodník s cennými papíry má v procesu obchodování k dispozici nejrůznější typy pokynů, ba i více, než které mu nabízí sama burza. Jde o operace/akce nad otevřenými a čekajícími pozicemi, tedy nad objednávkami v knize objednávek burzy (orderbook), jež v sobě udržuje celou hloubku trhu. Výsledkem zpracovaného pokynu je spárování pokynu od trhem probíhajícího market takera (pokyn "za trh": "Ber, co je.") s nejlepší a nejstarší na trhu čekající objednávkou od dlouhodobě tam sedícího market makera, tvůrce trhu a poskytovatele likvidity, a to právě podle knihy objednávek. Párování je klíčovou úlohou burzy, jejího vypořádacího systému: Kromě spárování objednávek a vypořádání zobchodovaného aktiva vypořádává také peníze: Změny o zaknihovaných aktivech posílá správcům (custodian), o penězích bankám a o všem tom informuje zúčastněné brokery (obchodníky s cennými papíry), jakož i o poplatcích. 

## Druhy pokynů
I jen základnímu burzovnímu pokynu nelze porozumět a plně ho pochopit bez pochopení order-booku a hloubky trhu, zejména pak její aktivní části: objednávek na samotném rozpětí trhu, na spreadu.
Na burze tak figurují právě dvě aktuální ceny, nabídková a poptávková, za které lze uskutečňovat transakce. Naopak za "střední cenu" na burze principiálně obchodovat nelze. A za "aktuální cenu" se rozumí buď (fiktivní) střed nebo cena posledního uzavřeného obchodu. Naproti tomu cena uvedená v pokynu se vždy porovnává proti právě jedné ze dvou cen spreadu: Proti které, je právě dáno principem toho kterého pokynu, jak jsou vysvětlovány níže. Cenotvorba je na obecně na trhu živelná, dána proměnami v hloubce trhu, objednávkami čekajícími v knize.
Pokyn přicházející na burzu se buď tzv. „postaví do hloubky trhu”, zařazen do knihy objednávek přispěje k hloubce, bude v ní čekat (přináší na trh likviditu), anebo naopak čekat nechce, s úmyslem okamžitého spárování z hloubky trhu některou z objednávek odebere.

### Pokyn k okamžitému vypořádání
- Pokyny typu market (tržní pokyny) - nejprostší pokyn k nákupu nebo prodeji podkladového aktiva, jedná se o pokyn buy nebo sell za hodnotu market, tedy z protilehlé hrany spreadu. Zadáním pokynu tohoto typu dochází k přijetí ceny protistrany a prodej či nákup se tak provede za cenu z její objednávky.

### Čekací pokyny do trhu
Podle strany, ze které se párují objednávky, lze rozlišit dva základní typy:
- Prostý market-limit, zkrátka limit, který se postaví do hloubky trhu. Bude (možná) spárován se svým protipólem: s pokynem take-market (viz výše), s pokynem okamžitého vypořádání. Jde o principiální pár spolupracujících protistran v transakci, což platí pro každý trh: Trpělivý čeká na trhu a tvoří (market maker) jeho likviditu, netrpělivý market taker této služby využívá a platí za ni příplatek, cenové rozpětí, netratí čas a z trhu hned zas mizí. Poskytovatel likvidity si za vypsání a držení limitního pokynu (který mu celou tu dobu blokuje peníze nebo aktivum) nechává za svou trpělivost zaplatit cenu odpovídající šířce trhu, resp. nechává protistranu zaplatit spread jako nevyhnutelný náklad transakce.
- Dvoukrokový prostý stop-loss, nejčastěji pro zastavení ztrát, po aktivaci (první krok algoritmu) posílá na trh (druhý krok) pokyn typu market (a sám stop-loss mizí). Za svou netrpělivost tedy uhradí vždy celý rozdíl šířky trhu, jako formu svého transakčního nákladu, jako skrytý poplatek.

Tyto pokyny principiálně nemají omezení na směr, kterým má obchod proběhnout: Limit lze běžně použít pro nákup i prodej, pro otevření i zavření pozice na aktivu. Naproti tomu stoploss se typicky používá spíše až pro uzavírání pozice, bez ohledu, zda dlouhé, či krátké: Počáteční otevření pozice je totiž volba, svobodné rozhodnutí, kdežto následné uzavření již bývá nutností.
Oba lze zkombinovat a použít tzv. stop-limit: Po aktivaci stopu se do trhu vytvoří limit pokyn, nikoli jen bezhlavý take-market. Jde typicky k ochranu před slippage: Proti případnému proklouznutí ceny ještě hlouběji i pod zadanou limitní. Tak ale zas hrozí, že se limitní pokyn vůbec neprovede (zůstane viset v hloubce trhu), protože od aktivace stopu už se cena prudkým pohybem stihla dostat i pod nastavený limit. Ze dvou kroků stop-limitu se tedy může někdy provést jen první (s povinností uhradit poplatek za aktivovaný pokyn), přitom účel zůstává nesplněn a ztráty z otevřené pozice mohou dále narůstat.

#### Obchodní případy čekajících pokynů
- Stop loss pokyny - tyto pokyny jsou prostředkem ochrany před větší než plánovanou maximální ztrátou. Jeho prostřednictvím dochází k omezení ztrát nebo zajištění jejich omezené hodnoty. Každý obchod, každá otevřená pozice, by měla být jištěna tímto uzavíracím pokynem. A pokud se pozice vyvíjí příznivě a cena roste, aktivační úroveň stoplossu by měla být posouvána vzhůru: Potenciální ztráty ať zůstávají stejné, z narůstajícího výnosu ať je zamčeno více a více.
- Sell stop pokyny - uplatní se v situaci, kdy se očekává proražení určité cenové hladiny a prodej se uskuteční v okamžiku, kdy cenový graf této hodnoty dosáhne.
- Buy stop pokyny - vedou ke vstupu do dlouhé pozice za stavu, kdy je přednastavená cena nižší, než kolik činí cena aktuální. Používají se za situace, kdy se usiluje o proražení určité cenové hladiny. K nákupu dojde automaticky v okamžiku, kdy cenový graf na takovou hodnotu dosáhne. Motivací pro čekání a zhoršení ceny trendem je právě potvrzení tohoto trendu: Jde o výměnu části zisku za vyšší pravděpodobnost správného směru a tedy vůbec úspěchu.
- Sell limit pokyny - využijí se tam, kde se očekává (i při otvírání pozice), že se cena přiblíží k určité cenové úrovni a posléze se vrátí zpět a bude se vyvíjet opačným směrem. Je zde tedy očekávání, že trh bude růst, a v místě čekajícího pokynu se odrazí, posléze ale nabyde padající tendenci.
- Take profit pokyn (profit target) - příkaz určující hodnotu zisku, je přímo limitním pokynem, jeho účelem je automatické uzavření pozice při dosažení určité hladiny zisku.
- Buy limit pokyn - používá se například pro otevření dlouhé pozice, pokud existuje očekávání, že trh dosáhne určité nižší hranice, a poté dojde ke změně ve vývoji ceny, která se otočí směrem vzhůru. Užitím pokynu buy limit se dosáhne toho, že nákup je realizován za cenu stejnou nebo lepší, než byla cena původně aktuální.

### Složitější konstrukce pokynů
- Trailing stop pokyn (posuvný stop loss) - varianta pokynu stop loss, chrání pozici vyvíjející se k zisku před zpětným přechodem do ztráty. Tuto ochranu vykonává prostřednictvím posouvání hodnoty stop loss do určené vzdálenosti od aktuální ceny.
- Stepper - Účelem tohoto pokynu je nákup nebo prodej cenných papírů za cenu, která je na trhu nejvýhodnější: Přeskakuje ostatní objednávky v hloubce trhu, což se ukazuje výhodné pro méně likvidní trhy, že se tento pokyn spáruje v čase dříve.
- Peg bench - příkaz upravuje cenu automaticky podle toho, jak se pohybuje podklad.
- Peg middle - umožňuje provést nákup nebo prodej cenných papírů za příznivějších podmínek, než je nákup přímo z nabídky nebo prodej do poptávky. To se děje tak, že se pokyn postaví do rozpětí zpředu, mezi nejlepší nabídku a nejlepší poptávku.
- Bracket - jedná se o praktický a používaný typ pokynu, který umožňuje stanovit úroveň zisku současně s omezením ztráty. Sestává ze dvou pokynů, a to z limitního pokynu take-profit a pokynu stop (limit). Oba jsou si ve vzájemně vylučovacím vztahu, takže objem případného požadavku na ručení (margin) se uvažuje jen jednou. Využívá se pro nastavení parametrů pro zavření už v pokynu pro otevření pozice. To je pak v jediném formuláři nastavují i tři a více parametrů: Například limit pro otevření a dva pro zavírací bracket.

## Parametry pokynů

### běžné
- trvání od do
- trh
- účet pro vypořádání peněz
- majetkový účet CP
- ID pokynu
- identifikace CP
  - ticker
  - ISIN
  - WKN
- množství, kusů nebo lotů

### speciální
- limit absolutně
- limit krok
- stop loss absolutně
- trailing stop krok
- peg best krok
- krok kotace, pro stepper
- všechno, nebo nic
- zobrazované množství
- fill, or kill
- immediate, or cancel
- extended hours
- short sell
- blokace, pro kterého custodiana, kde mají být zaknihované
- Obchodní fáze
  - OAO, opening auction only
  - AO, auction only
  - CAO, closing auction only